# Хронотип

Слева: распределение хронотипов в немецкой популяции.
Справа: недостаток сна в рабочие и выходные дни.
Институт медицинской психологии (Мюнхенский университет), центр хронобиологии, 2010

Хронотип (от др.-греч. χρόνος «время») — индивидуальные, эволюционно выработанные и генетически предопределённые особенности суточных ритмов организма человека и других животных. Хронотип человека определяет организацию физиологических функций организма и его способность к адаптации, может использоваться как универсальный критерий общего функционального состояния организма. Формирование набора хронотипов того или иного биологического вида обусловлено факторами внешней среды и стратегиями выживания вида в условиях, этой средой диктуемых.
Обычно выделяют три основных хронотипа человека: ранний (утренний), промежуточный и поздний (вечерний), в просторечии именуемые соответственно «жаворонки», «голуби» и «совы». Однако в исследовательских целях применяют более детальную градацию — до семи хронотипов.

## История
В 1939 году американский нейрофизиолог Н. Клейтман выдвинул предположение о существовании базового 24-часового ритма сна и бодрствования. Начало научного изучения хронотипов связано с работами шведского психолога О. Оквиста (1970), который предложил опросник для определения хронотипа человека. Было выделено три разновидности хронотипа: утренний (ранний, «жаворонки»), промежуточный (индифферентный, аритмичный, асинхронный, «голуби») и вечерний (поздний, «совы»). Опросник Оквиста в 1976 году модифицировали Дж. Хорн и О. Остберг — тест Хорна-Остберга, MEQ. Впоследствии появились и другие опросники, например, так называемый мюнхенский тест, MCTQ):50—51.
Мюнхенский тест — одно из наиболее известных достижений немецкого хронобиолога Тиля Рённеберга. В отличие от других, этот опросник позволяет численно оценить фазовый угол между циркадным ритмом организма и световым циклом окружающей среды. Получаемые в опросе данные раскрывают взаимодействие внутренних биологических часов и внешних социальных факторов. Сравнивая данные о времени середины сна в рабочие и выходные дни, тест устанавливает принадлежность каждого участника к одному из семи хронотипов — чем больше время середины сна в выходные дни, тем «позднее» хронотип. Нестабильность времени середины сна в течение календарной недели получила название «социальный джетлаг».
Наряду с изучением хронотипа человека, исследуются хронотипы других животных. Разный хронотип обнаружен, например, у дрозофил.

## Распределение в популяции
Процентное соотношение хронотипов, по некоторым оценкам, следующее: примерно по 20 % людей относятся к «жаворонкам» и «совам», остальные 60 % — «голуби». Однако распределение хронотипов в популяции представляет собой кривую, похожую на кривую нормального распределения, и явно выраженных границ между этими тремя хронотипами нет. Поэтому в исследовательских целях применяют более детальную градацию, например пять хронотипов: явно выраженный и слабо выраженный утренний, промежуточный, слабо выраженный и явно выраженный вечерний:51.

Центр хронобиологии Института медицинской психологии (Мюнхенский университет) выделяет семь хронотипов. В исследованиях хронотип каждого из опрашиваемых (примерно 25 000 человек, в основном из Германии и Швейцарии) определяется параметром MSFsc, который представляет собой время середины сна в выходные дни, MSF (англ. midpoint of sleep on free days), скорректированное по ответам на вопросы. Методика определения хронотипа основана на том, что большинство хронотипов имеют тенденцию накапливать задолженность по сну в рабочие дни, которая компенсируется в выходные дни более продолжительным сном с соответствующим сдвигом середины сна на более поздние часы. На рисунке (см. выше) хронотипы выделены цветом:
- фиолетовый — экстремально ранний,
- синий — умеренно ранний,
- голубой — слабый ранний,
- зелёный — нормальный,
- жёлтый — слабый поздний,
- оранжевый — умеренно поздний,
- красный — экстремально поздний.

Изменение хронотипа с возрастом для мужчин (синяя кривая) и женщин.
По вертикали — скорректированное время середины сна в выходные дни в интервале от 3:00 до 5:30; Early — ранний хронотип, «жаворонки», Late — поздний, «совы»

Такая классификация при сопоставлении с тремя основными хронотипами приводит примерно к следующему:
- «жаворонки» — экстремально ранний и умеренно ранний (фиолетовый и синий);
- «голуби» — слабый ранний и нормальный (голубой и зелёный);
- «совы» — слабый поздний, умеренно поздний и экстремально поздний (жёлтый, оранжевый и красный).

### Зависимость от возраста и пола
Многие пожилые люди замечают, что степень их утренне-вечернего предпочтения не оставалась постоянной на протяжении жизни:261.
Дети обычно «жаворонки», но с возрастом среди них всё больше становится «сов» — максимум достигается приблизительно к 20 годам (у мужчин в возрасте около 21 года, у женщин — около 19,5 лет). Далее с возрастом хронотип постепенно становится ранним (хотя пожилые люди уже не спят так же глубоко, как дети:261). Мужчины в среднем имеют более поздние хронотипы в течение большей части своей взрослой жизни.
Отсюда следует, что рекомендации, например по улучшению сна и режима дня, должны учитывать и половые, и возрастные, и хронотипологические различия. Так, мужчины и женщины в одной семье могут по-разному реагировать на световое загрязнение, связанное с искусственным освещением. Поскольку мужчины обычно начинают испытывать приступы сонливости в среднем на час позже, чем женщины, последние могут чаще избегать такого светового загрязнения из-за более высокого уровня сонливости:263.

## Характеристики

### Распорядок дня
Приведён ориентировочный распорядок дня в свободном от мешающих факторов режиме, указано местное солнечное время:51.
| Хронотип    | Пробуждение  | Засыпание | Высокая активность | Низкая активность | Особенности поведения                                                                                         |
| ----------- | ------------ | --------- | ------------------ | ----------------- | --- |
| «Жаворонки» | 4—6          | 20—22     |                    |                   | самостоятельное и легкое пробуждение ранним утром, плохая адаптация к изменению распорядка дня                |
| «Голуби»    | 6—8          | 22—24     | 10—12 и 16—18      | 13—14             | наибольшее соответствие современным социальным условиям                                                       |
| «Совы»      | позднее 8—10 | после 24  | после 16           |                   | наилучшая адаптация для работы в вечернюю и ночную смену, плохая приспособляемость к жизни в социальной среде |

### Циркадные ритмы
Исследования показывают связь хронотипа с характером суточного ритма секреции гормонов. Наблюдаются различия в уровне серотонина и мелатонина в крови представителей раннего и позднего хронотипа. У раннего хронотипа уровень кортизола в первый час после пробуждения значительно выше, чем у позднего:51.
Установлено, что минимальный уровень кортизола в крови обычно приходится на середину ночного сна, а его максимум достигается перед пробуждением. У «жаворонков» максимум наступает раньше, чем у большинства людей, — в 4—5 часов утра. Поэтому «жаворонки» более активны в утренние часы, но быстрее утомляются к вечеру — уровень мелатонина у них начинает нарастать задолго до полуночи. У «сов» ситуация обратная: мелатонин начинает нарастать позже, ближе к полуночи, а максимум уровня кортизола попадает на 7—8 часов утра. Приведённые временные интервалы могут варьировать в зависимости от выраженности раннего и позднего хронотипов.

### Физиологические особенности
Обычно «жаворонки» имеют несколько лучшие показатели общего здоровья. Вместе с тем «жаворонки» хуже других переносят временные изменения ритма жизни и дольше приспосабливаются к длительным изменениям — одна бессонная ночь может на несколько дней ухудшить самочувствие, а переезд в другой часовой пояс может потребовать длительной адаптации. «Голуби» достаточно легко переносят смещение дневного ритма на два-три часа вперёд или назад, но они более, чем «жаворонки» и «совы», склонны к психологическим проблемам и депрессивным состояниям.
Установлено, что у «жаворонков» более высокий уровень тревожности и эмоциональной стабильности, в то время как «совы» являются менее тревожными и менее эмоционально устойчивыми:54.
«Совы» при постоянной дневной работе вынуждены по утрам прибегать к тонизирующим средствам, но всё равно в первой половине дня у них низкий уровень работоспособности. Однако они гораздо легче переносят кратковременные изменения в ритме жизни и лучше приспосабливаются к работе по сменам. Также замечено, что в зрелом возрасте «совы» сохраняют лучшее здоровье и в целом психологически устойчивее «жаворонков» — предположительно, это является следствием многолетней адаптации к жизни в общепринятом ритме.
Исследования в разных странах показали, что дети и подростки с поздним хронотипом в большей степени предрасположены к депрессии, девиантному поведению, агрессии. Также показано, что школьники и студенты, относящиеся к позднему хронотипу, учатся хуже, чем их сверстники с промежуточным и ранним хронотипом, хотя уровень интеллекта у лиц с поздним хронотипом бывает даже выше, чем у остальных хронотипов. Причина низкой успеваемости «сов» заключается в неспособности синхронизировать работу своих биологических часов с социальными ритмами.
Сезонный перевод часов вызывает у здоровых людей появление кратковременного десинхроноза. «Жаворонки» наиболее устойчивы к переходу на летнее время, а «совы» — к возврату на «зимнее» время:52.

## Влияние внешних факторов
В обществе человек вынужден адаптироваться к ритмам социальной жизни, при этом в ряде случаев его хронотип может претерпевать изменения. Например, отмечено возрастание доли «сов» по мере увеличения географической широты проживания, а также среди населения, проживающего вблизи западной границы часового пояса — эти результаты впервые были получены в исследованиях немецких учёных под руководством Тиля Рённеберга.
Исследования, проведённые под руководством Тиля Рённеберга, показали также повышенную долю позднего хронотипа в крупных городах по сравнению с малыми городами и малонаселёнными регионами.
Существует гипотеза, что разделение на «сов» и «жаворонков» произошло в ходе эволюции. В далёком прошлом, чтобы предупредить внезапное нападение диких зверей или врагов в тёмное время суток, люди в группах не должны были отходить ко сну одновременно, часть людей должна была бодрствовать ночью.

## Объективные маркеры
Исследователи в области хронобиологии отмечают некоторую несостоятельность работ по определению хронотипа, которые опираются в основном на результаты анкетных опросов, хотя полученные при этом данные допустимо использовать для получения количественных оценок. Учёных интересуют данные, полученные в строго контролируемых экспериментальных условиях, поэтому идёт поиск объективных биомаркеров для измерения спектра хронотипов. Некоторые экспериментально полученные параметры показывают тоже близкое к нормальному распределение, указывающее на полигенное наследование хронобиологического признака, но детали генетической архитектуры таких признаков требуют дальнейшего уточнения:257—258.
Ряд независимых исследований отрицают существовавшее ранее предположение об одномерности природы утренне-вечернего предпочтения и указывают, как минимум на две не строго зависимые одна от другой шкалы — утреннюю и вечернюю. Так, исследование колебаний уровня бодрости-сонливости в течение суток подтвердило, что помимо «сов» и «жаворонков» есть немало людей, принадлежащих к двум другим возможным хронотипам — одни утром ведут себя как «жаворонки», а вечером как «совы», тогда как другие, наоборот, утром «совы», а вечером «жаворонки». При этом отмечается, что первые необязательно принадлежат к числу малоспящих людей, а вторые — многоспящие, поскольку эти различия не связаны со способностью долго и крепко спать. Помимо этого, в исследованиях по оценке биологического приспособления к сменной работе отмечено существование ещё двух шкал. Одна оценивает жёсткость-элластичность привычек человека, связанных со сном, а вторая — вялость-энергичность, то есть неспособность-способность бороться с сонливостью:258—259.
Обнаружена вполне ожидаемая, но не очень строгая связь между «жаворонковостью-совостью» и ранним-поздним циркадным ритмом организма — маркерами последнего могут быть, например, минимум температуры тела или начало нарастания выработки мелатонина. То есть циркадный ритм «жаворонков» опережает циркадный ритм «сов», однако «жаворонки» ложатся спать на более поздней фазе их циркадного ритма, а «совы» — на более ранней. Вместе с тем пожилые люди, которые становятся «жаворонками» по мере старения, ложатся спать на ранней фазе их циркадных ритмов температуры тела и мелатонина:261.

## Социальный аспект
Ритм жизни в современном обществе больше подходит для «жаворонков» или «голубей» — раннее пробуждение, работа в течение светового дня. За то, что «совы» засыпают лишь под утро и просыпаются довольно поздно, их часто критикуют (как правило, «жаворонки»), ошибочно считая, что такой график — это выбор самих «сов», сделанный в силу их неорганизованности. Однако в изданной в 2012 году книге Тиль Рённеберг отмечает, что «ранние пташки» и «ночные совы» рождаются, а не создаются, что позднее пробуждение обусловлено не леностью, а генетикой, а ритм жизни, диссонирующий с врождёнными биологическими часами, представляет угрозу для организма человека.
«Совы» чаще страдают недосыпанием, поскольку им приходится просыпаться с «жаворонками», а заснуть они могут слишком поздно. Из-за недосыпания у них ухудшается здоровье, что включает в себя более высокий риск возникновения депрессий, тревожных расстройств, диабета, рака, сердечных болезней и инсультов. Им требуются более гибкие рабочие графики, лучше приспособленные для всех хронотипов, а не только для одного.